# Arne Brustad
Arne Brustad (Oslo, Noruega; 14 de abril de 1912 – Oslo; 22 de agosto de 1987) fue un futbolista noruego que jugaba en la posición de delantero. Es considerado como uno de los mejores futbolistas de la historia de Noruega.

## Carrera

### Club
Jugó toda su carrera de 1930 a 1948 con el FC Lyn Oslo, con quien ganó la Copa de Noruega en dos ocasiones a mediados de los años 1940.

### Selección
Con Noruega tuvo un mayor éxito, disputó 33 partidos y anotó 17 goles entre 1935 y 1946,  participando en el equipo que jugó en los Juegos Olímpicos de Berlín 1936 en los que Noruega ganó la medalla de bronce, la cual ganaron gracias a un hat-trick de Brustad en la victoria por 3-2 ante Polonia.
También formó parte de la selección nacional en su primera aparición en un mundial, en Francia 1938 donde incluso fue el que anotó el primer gol de Noruega en un mundial de fútbol, pero quedando eliminados en la primera ronda. A finales de ese año formó parte del equipo Resto de Europa XI en un partido ante Inglaterra en Highbury.

## Logros

### Club
- Copa de Noruega: 2

1945, 1946

### Selección
- Fútbol en los Juegos Olímpicos

-  Bronce: 1

1936